# WDR62
WDR62‏ (WD repeat domain 62) هوَ بروتين يُشَفر بواسطة جين WDR62 في الإنسان.